# Østre Halsen
Østre Halsen est une agglomération de la municipalité de Larvik, dans le comté de Vestfold, en Norvège.

## Description
Østre Halsen est situé à 2 kilomètres à l'est du centre-ville, du côté est de l'embouchure de la rivière Numedalslågen. L'église d'Østre Halsen est une église moderne qui a été construite en 1983
Le célèbre marin norvégien explorateur de l'Antarctique, Carl Anton Larsen est né ici. Il a fondé Grytviken en Géorgie du Sud et a donné son nom à la barrière de Larsen, au canal Larsen et au mont Larsen (en).

## Galerie

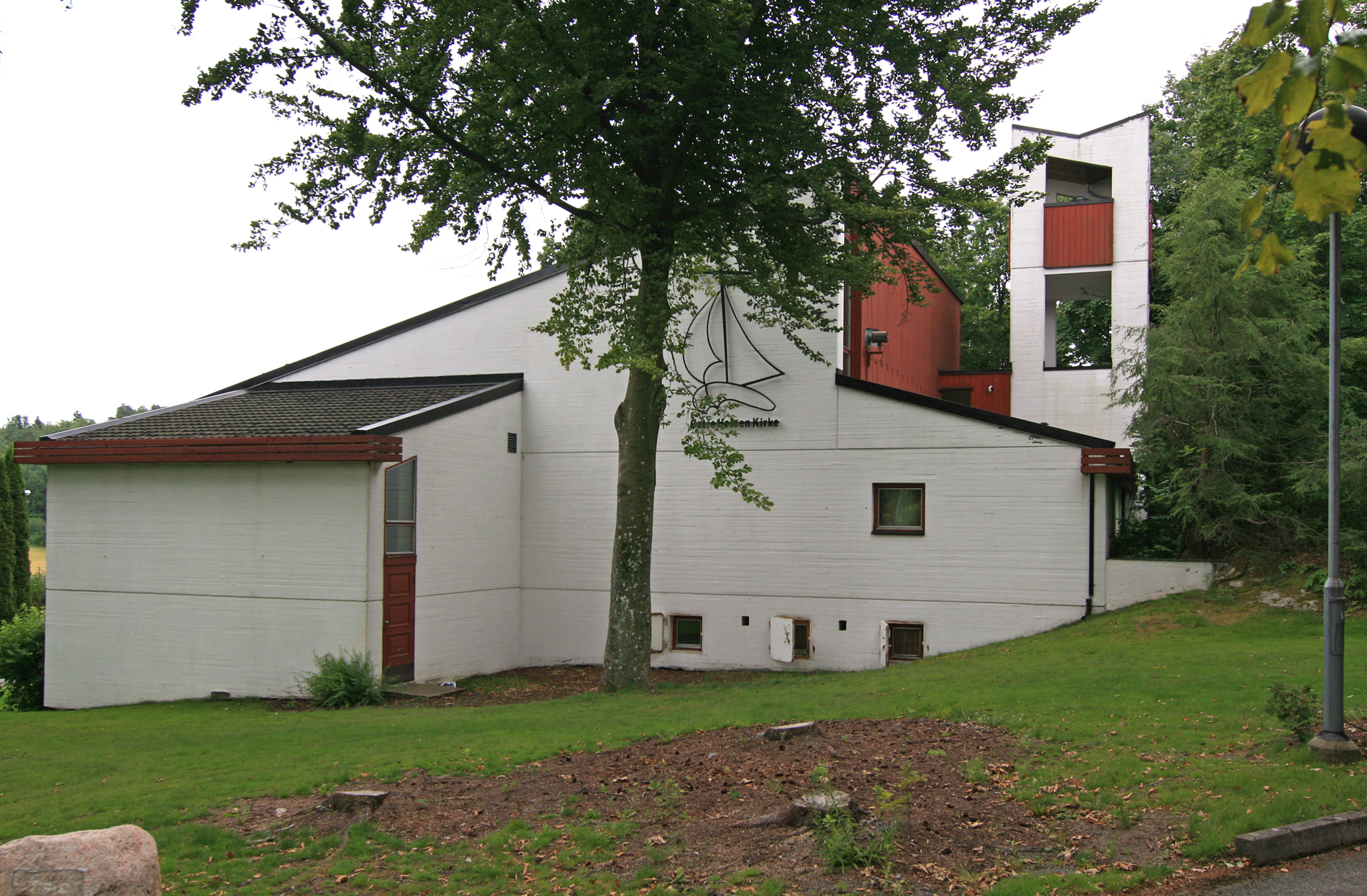
Église d'Østre Halsen